# André Rocha
André Guerreiro Rocha (São Paulo, 19 de agosto de 1984) é um ex-futebolista brasileiro que atuava como volante ou lateral-direito.

## Carreira
Após rodar boa parte do Brasil atrás de uma oportunidade, em 2004 jogou pela Portuguesa, onde logo chamou a atenção dos dirigentes palmeirenses que o contrataram.
Do Palmeiras seguiu para o Atlético Paranaense, onde viveu grande fase. Após uma passagem pelo Dallas, dos Estados Unidos, chegou a Ponte Preta, da cidade de Campinas, antes de partir para a Grécia para jogar no Panetolikos.

### Figueirense
Retornou ao Brasil em 2013 para defender o Figueirense. Foi duramente criticado pela torcida do clube por suas atuações.

### Vasco da Gama
Acertou sua transferência para o Vasco da Gama no dia 7 de janeiro de 2014, assinando por um ano com o clube carioca.

### Botafogo-SP
Pouco mais de um ano depois, no dia 23 de janeiro de 2015, foi anunciado como novo reforço do Botafogo-SP para a disputa do Campeonato Paulista.

### Noroeste
Após passagens apagadas por Botafogo-SP, Água Santa e Bragantino, foi anunciado como novo reforço do Noroeste no dia 6 de fevereiro de 2018.

## Títulos
Palmeiras
- Troféu 90 Anos do Esporte Clube Taubaté: 2004[carece de fontes?]

Atlético Paranaense
- Shaka Hislop Cup: 2007[7]